# Johann Heinrich von Mädler
Johann Heinrich von Mädler (Berlín, 29 de mayo de 1794 –  Hannover, 14 de marzo de 1874) fue un astrónomo alemán, conocido por sus detallados mapas de la Luna y por editar los primeros planos fiables de Marte.

## Vida y obra
Su padre era sastre. Con 12 años, ingresó en el Gymnasium (instituto) Friedrich‐Werdersche de Berlín.  Quedó huérfano a la edad de 19 años durante una epidemia de tifus, con sus tres hermanas más jóvenes a su cargo. Empezó a dar clases como tutor privado y de este modo conoció en 1824 a Wilhelm Beer, un rico banquero.

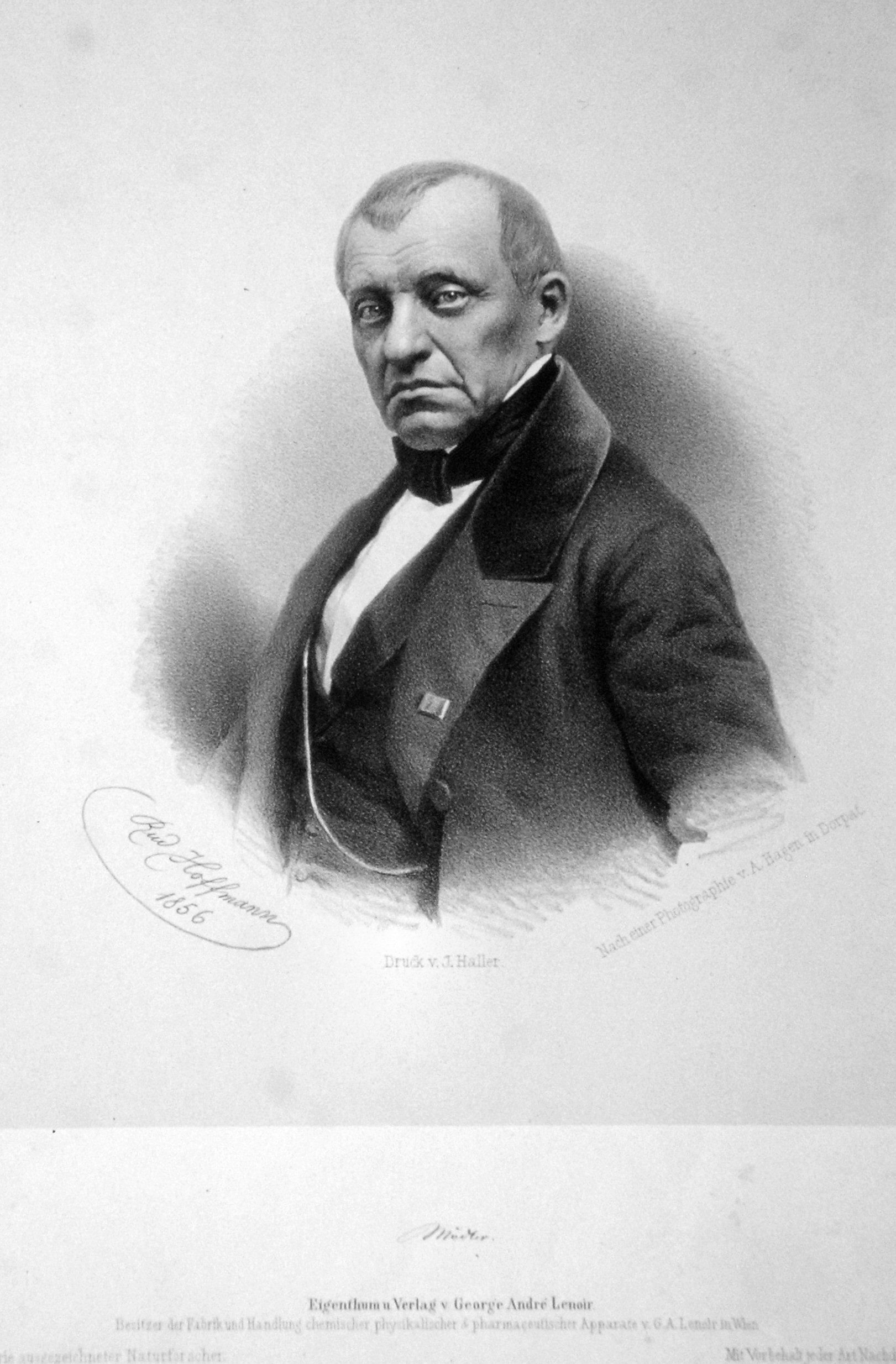
Litografía con el retrato de Mädler

En 1829 Beer decidió instalar un observatorio privado en Berlín, con un telescopio refractor de 95 mm construido por Joseph von Fraunhofer, y Mädler comenzó a trabajar allí. Al año siguiente empezaron a trazar dibujos de Marte, de los que más tarde surgirían los primeros mapas fiables de aquel planeta. El propio Mädler fue quien escogió el denominado Sinus Meridiani como el origen de la longitud en los mapas de Marte.
Realizó una medición preliminar para el periodo de rotación de Marte, con una desviación de unos 13 segundos. Una determinación posterior efectuada en 1837 rebajó la desviación a tan solo 1,1 segundos.

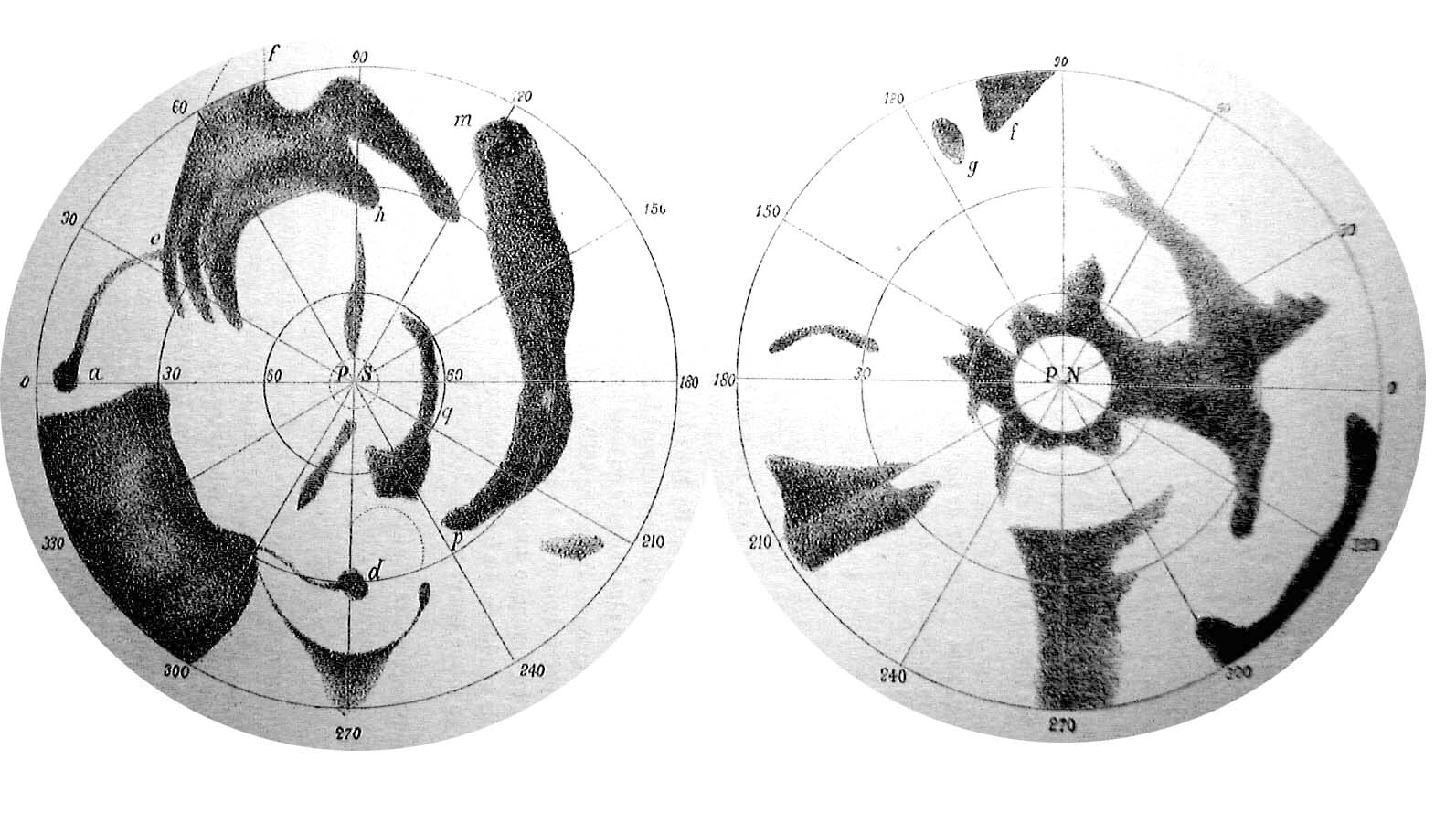
Mapa de Marte de Mädler-Beer

También produjeron el primer mapa exacto de la Luna, Mappa Selenographica, editado en cuatro volúmenes en 1834–1836; y en 1837 publicaron una descripción de la Luna (Der Mond), en ambos casos las mejores descripciones de la Luna durante muchas décadas, no superadas hasta el mapa de Johann Friedrich Julius Schmidt en la década de 1870. Beer y Mädler llegaron a la conclusión de que el relieve de la Luna no cambia, y de que el satélite no contiene ninguna atmósfera ni agua.
En 1836, Johann Franz Encke nombró a Mädler observador en el Observatorio de Berlín, utilizando el refractor de 240 mm. En 1840, Mädler fue nombrado director del Observatorio de Dorpat (Tartu) en Estonia (entonces Imperio ruso), sucediendo a Friedrich Wilhelm Struve que se había marchado al Observatorio de Púlkovo. Llevó a cabo tanto observaciones meteorológicas como astronómicas. Continuó con las observaciones de Struve de las estrellas dobles. Permaneció en Tartu hasta su retiro en 1865, cuando regresó a Alemania.
Mediante la observación de los movimientos propios de las estrellas, elaboró su "Hipótesis de Sol Central", según la cual el centro de la galaxia está localizado en el cúmulo estelar de las Pleiades, y el Sol gira alrededor de este centro. Su idea era correcta, aunque no la localización del centro.
Publicó muchos trabajos científicos, entre ellos una Historia de la Astronomía Descriptiva en dos volúmenes (1873).
A pesar de algunos errores científicos singulares, J. H. von Mädler es sin duda uno de los más eminentes astrónomos del siglo XIX.

## El año tropical convencional según von Mädler
Von Mädler hizo cálculos respecto de la duración del año tropical con una precisión nunca lograda anteriormente, aunque este hecho es poco conocido. Por aquel entonces en el Imperio Ruso se utilizaba el calendario juliano basado en el año trópico convencional según Sosigenes de Alexandria, de exactamente 365 días y 6 horas. Basado en sus resultados, von Mädler propuso al estado ruso, además de descontar 12 días para ajustar el nuevo calendario al calendario gregoriano en el año 1900, un ajuste de las fechas bisiestas ideado por el propio von Mädler, con una regla de 128 años para los días adicionales. (La cuestión más curiosa de la propuesta de Mädler es que los años excepcionalmente NO bisiestos, aún siendo múltiplos de cuatro -1900, 2028, 2156 etc. [=1900 +128 +128...] no fuesen divisibles por 128.)
Pero (de nuevo según von Mädler), haciendo que los años 3200, 6400, 9600, 12800, 16000 y siguientes NO fuesen bisiestos, la duración media del año gregoriano entonces sería de 365,2421875 días (10.000 dividido por 3.200 da 3,125) y esto se acerca muy estrechamente al valor real del año tropical medio, que dura 365,24219 días, de modo que un error muy pequeño de únicamente 3,125 - 3,100 = 0,025 días se cometería en 10.000 años.
Ni el Zar ni el clero ortodoxo aceptaron esta insólita propuesta. Después de la Revolución Bolchevique en Rusia, Lenin adoptó el calendario occidental (calendario gregoriano), con su año trópico convencional de 365,2425 días (es decir, 365d 5h 49min 12s) debido al ajuste establecido por Christopher Clavius (1537-1612). Pero esto era astronomicamente cierto hace aproximadamente 600 años: por ejemplo, el año tropical convencional según Simon Newcomb (1835-1909) era ya de 365,2422 días (= 365d 5h 48min 46,08s). Pero a su vez esto no es más que un valor aproximado. El año tropical real en el año 2000 (medido por Pierre Bretagnon) fue de 365,242190517 días, es decir, aproximadamente 365d 5h 48min 45,26s. Este valor también está muy próximo al año trópico convencional según von Mädler: 36531⁄128 o 365,2421875 días, exactamente 365d 5h 48min y 45s (o de forma equivalente, 365d y 6h menos 11min y 15s). Pero dado que el año tropical real se acorta del orden de medio segundo por siglo, el valor propuesto por von Mädler solo mantendría su ajuste exacto durante unas cuantas décadas.

## Reconocimientos
- El cráter lunar Mädler lleva este nombre en su honor.[2]
- Así mismo, el cráter de Marte Mädler también lleva este nombre en su honor.[3]
- De igual manera, el asteroide (65859) Madler lleva este nombre en su memoria.

### Obituario
- MNRAS 35 (1875) 171